# Goranu, Vâlcea
Goranu este un sat ce aparține municipiului Râmnicu Vâlcea din județul Vâlcea, Muntenia, România.
Până în 1951 a aparținut de județul Argeș.

## Atracții turistice

### Piramidele de la Goranu
Unul dintre cele mai deosebite obiective turistice din zona Râmnicului, piramidele sau șiroirile de pământ de la Goranu, reprezintă o rezervație geologică spectaculoasă.
Printre copaci și desiș, piramidele parcă s-au ascuns de privirile turiștilor și ale localnicilor, tocmai din această cauză este un fenomen unic prea puțin cunoscut în România.
Rezervația naturală Piramidele de pământ din Valea Stăncioiului a fost declarată arie protejată în anul 2000.
Cunoscute și ca Râpa Ciurii,”șiroirile” se află pe valea pârâului Stăncioi. Pe o suprafață de 12 ha, se întinde o serie de piramide de pământ, formate în urma eroziunii diferențiate în conglomerate slab cristalizate și a apelor de șiroire rezultate din ploi și din topirea zăpezilor.
Sub forma unor turnulețe de 80 m înălțime, piramidele oferă un peisaj neobișnuit, îmbinat cu zone de adâncituri de peste 10 m în versantul văii și forme cu aspectul unor imense tuburi de orgă. Aceste piramide au fost descrise pentru prima dată de prof. universitar Gheorghe Niculescu, în anul 1957.
Fenomene similare se întâlnesc însă și în alte două localități din Vâlcea, la Stroești și la Slătioara. Fiecare zonă are însă particularitățile ei și niciuna dintre structurile realizate de natură de mii de ani nu seamănă cu cealaltă.
Șiroirile sau piramidele de pământ de la Goranu sunt formațiuni specifice, unice în Romania. Deosebit este chipul uman modelat în una din râpele de pe versantul drept al văii. Această râpă, de mici dimensiuni, este deosebită de celelalte 11 din cuprinsul văii prin prezența celor două formațiuni asemănătoare căpățânilor de zahăr. Pe cea din stânga distingem, cu puțină imaginație, un chip uman, iar pe cea din dreapta observăm șiroiri incipiente deja adâncite în versant, care pot închipui degetele adunate ale unei mâini. În cele zece sectoare  de eroziuni de pe Valea Stăncioiului se întâlnesc diferite forme: creste, piramide, turnuri, jgheaburi etc.
Rezervația se găsește la 4 km de centrul orașului. La piramidele de pământ se ajunge acum relativ greu, pentru că puțini sunt cei care cunosc traseul. Nu există marcaje, doar localnicii vă pot îndruma spre acest obiectiv.
Din șoseaua ce duce către Fedeleșoiu, vă abateți la dreapta, iar înainte cu câteva sute de metri de Malu Alb există un mic indicator cu ,,Valea Stăncioiului”. Urmați firul apei și în maxim o jumătate de oră, ați ajuns.
Prin pădure, de-a lungul pârâului Stăncioiu, doar o potecă puțin umblată face drumul mai ușor. Efortul celor care se încumetă să îl parcurgă  este însă răsplătit cu prisosință.
Pe malul pârăului, apele de la ploi și zăpezi au săpat în depozitele de conglomerate, formând niște structuri mai mici sau mai mari care seamănă surprinzător de mult cu piramidele. Unele sunt gri, altele sunt galbene, iar altele sunt roșii, dar toate reușesc să impresioneze.
Pentru localnici priveliștea a devenit ceva obișnuit. Rareori, mai ales în zile de sărbătoare când  prin pădurea din apropiere se organizau petreceri de Izvorul Tămăduirii, turiștii mai ajungeau și la piramide.